# Bethlehem (Georgie)
Bethlehem je město v Barrow County, v Georgii, ve Spojených státech amerických. V roce 2011 žilo ve městě 609 obyvatel.

## Demografie
Podle sčítání lidí v roce 2000 žilo ve městě 716 obyvatel, 245 domácností, a 199 rodin. V roce 2011 žilo ve městě 307 mužů (50,4%), a 302 žen (49,6%). Průměrný věk obyvatele je 36 let.